# Perils of the Yukon

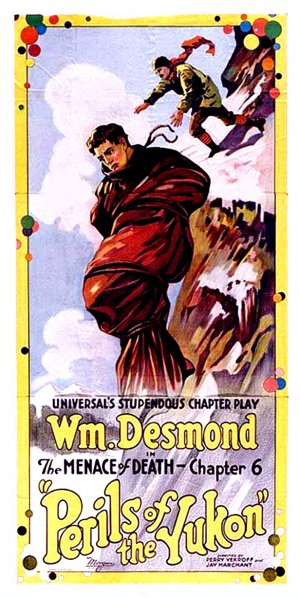
Affiche du film

Perils of the Yukon est un film américain à épisodes réalisé par Jay Marchant, J. P. McGowan et Perry N. Vekroff, sorti en 1922.

## Fiche technique

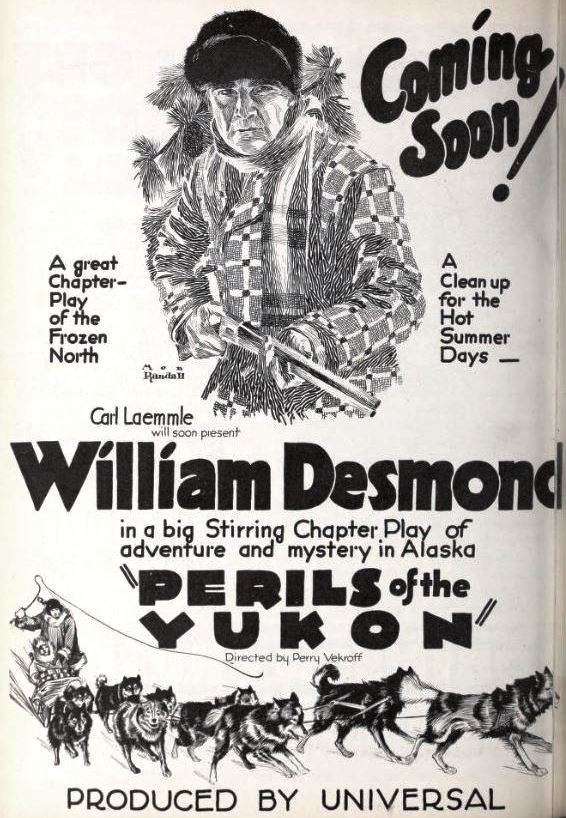
Annonce du film dans Exhibitors Herald.

- Réalisation : Jay Marchant, J. P. McGowan et Perry N. Vekroff
- Scénario : George Morgan, George H. Plympton
- Durée : 15 épisodes (30 bobines)[1]
- Distributeur : Universal Film Manufacturing Co.
- Date de sortie :
  - États-Unis : 24 juillet 1922

## Distribution
- William Desmond : Jack Merrill Sr. / Jack Merrill Jr.
- Laura La Plante : Olga
- Fred R. Stanton : Ivan Petroff
- Joseph McDermott : Hogan
- George A. Williams : Scott McPherson
- Mack V. Wright : Lew Scully
- Fred Kohler : Captain Whipple
- Neola May : Neewah
- Chief Harris : Numa
- Joseph W. Girard
- Ruth Royce